# 魔域幻境之浴血戰場2003
《魔域幻境之浴血戰場2003》（台湾又译作，簡稱UT2003）。由Epic Games開發，主要內容延續前作魔域幻境之浴血戰場（Unreal Tournament，以下簡稱UT99）依然是專注在多人遊戲的設計上。
《魔域幻境之浴血戰場2003》的劇情上延續了UT99，玩家要從初始的教學戰鬥到自行組隊、從單人死鬥到團隊合作，最後挑戰前任優勝團隊獲得冠軍寶座。
遊戲採用了魔域幻境引擎2.0，使得畫面比起UT99來說提升到了另一種新的層次，並且UT2003也是將布娃娃系統發揚光大的遊戲，聲光效果在當時是屬於頂級的。
不過除了頂級的聲光效果之外，UT2003在內容上面的乏善可陳卻是眾玩家詬病的缺陷，不僅原本的突擊（Assault）模式在本作消失無蹤之外，遊戲的節奏方面比起UT99來說變慢了不少，一部分武器的削減也使得UT99的玩家要重新的去適應這些改變。這些缺陷讓UT2003的評價大為降低。
遊樂器方面，Xbox有推出一款魔域幻境之武林至尊（Unreal Championship），內容上完全移植UT2003，不過到了魔域幻境之武林至尊2（Unreal Championship 2: The Liandri Conflict）之後玩法上就完全分道揚鑣了。

## 遊戲模式
遊戲的模式基本上是沿襲了UT99，不同的是突擊（Assault）被削除，支配（Domination）變成了雙支配（Double Domination），並且增加了炸彈球（Bombing Run），之後的更新還增加了異變（Mutant）、最後的生存者（Last Man Standing）跟入侵（Invasion）。

### 雙支配（Double Domination）
玩法跟支配（Domination）類似，不同的是地圖上一定只會有兩個據點，只要能夠同時佔領兩個據點並且持續守護10秒鐘便能夠得分。

### 炸彈球（Bombing Run）
很像美式足球的遊戲方式，一開始炸彈球會在地圖中央，雙方的任務就是搶到球並且把球送到對方的球門，只要將球送到對方的球門就可以得分，而連人帶球一起送進對方的球門則可以得到更多分，持球者不能攻擊，但是可以傳球，並且會隨時間回復生命力。

### 異變（Mutant）
UT2003更新版本增加的模式，玩法很像死亡對決（Deathmatch），但是當第一個人殺死其他人時，那個人會變成異變者，異變者會持有除了超級武器以外的所有武器、隱形、加速、威力增強、吸血，但是生命力會隨時間減少，異變者若被其他人殺死的話，則殺死異變者的人會變成異變者，非異變者的人無法攻擊其他同樣不是異變者的人，但是排行最低的玩家可以被設定能攻擊其他玩家來補救分數，而異變者則可以殺死排行最低的玩家來獲得較高的分數。

### 最後的生存者（Last Man Standing）
UT2003更新版本增加的模式，玩法跟死亡對決（Deathmatch）一樣，不同的是所有玩家都會持有除了超級武器以外的所有武器，並且所有人都有重生次數限制，一旦重生次數用光的話則無法再度復活，最後還站在戰場上的就是贏家。

### 入侵（Invasion）
UT2003更新版本增加的模式，所有人要共同抵抗出現在戰場各處的怪物，這些怪物幾乎都是在Unreal中曾經出現過的史卡治（Skaarj）生物，若有人死亡的話則只有等到該波入侵結束之後才會重生，倘若所有人都死亡則該關宣告失敗。

## 武器
武器方面做了較大幅度的改變，撕裂者（Ripper）跟電鋸（Chainsaw）被削除，盾槍（Shield Gun）取代衝擊鎚（Impact Hammer）、突擊步槍（Assault Rifle）取代執法者（Enforceer）、連結槍（Link Gun）取代脈衝步槍（Pulse Rifle）、閃電槍（Lightning Gun）取代狙擊步槍（Sniper Rifle），並且將大部分武器的性能作了大幅度的修改。

### 盾槍（Shield Gun）
取代了前代的衝擊鎚（Impact Hammer），攻擊方式跟衝擊鎚相同，一樣是藉由噴出聚集的空氣來攻擊敵人，不同的是盾槍可以產生一道小型的護盾力場，可以擋住較輕微的攻擊。

### 突擊步槍（Assault Rifle）
取代了前代的執法者（Enforceer），連續發射輕子彈攻擊敵人，或是發射榴彈攻擊小範圍的敵人，跟迷你機槍共用子彈。

### 連結槍（Link Gun）
取代了前代的脈衝步槍（Pulse Rifle），但是攻擊方式是一樣的，唯一的不同是連結槍的電漿雷射可以藉由射在同樣持有連結槍的隊友身上來增加電漿雷射的攻擊力。

### 迷你機槍（Minigun）
跟前代的迷你機槍最大的差別是可以用射速換取發射小型爆破彈的功能。

### 火箭發射器（Rocket Launcher）
跟前代相比之下，此作的火箭發射器只能夠儲集三發火箭，但是儲集的火箭卻可以以螺旋聚集的軌道發射，集中重創一小塊區域的目標。

### 閃電槍（Lightning Gun）
取代了前代的狙擊步槍（Sniper Rifle），擁有更強的殺傷力，並且命中頭部的話就可以一擊必殺，但是發射之後一定會暴露蹤跡是這把槍的缺點。

### 離子標定器（Ion Painter）
本作新增的超級武器，發射一條紅外線照射地面幾秒鐘之後，離子砲會立刻往紅外線照射點發射離子光束，造成大範圍的離子衝擊，此武器只能夠在有離子衛星的區域使用，並且只有照射在正上方有天空的地方才會有效果。

### 傳送器（Translocator）
跟前代相比之下，本作的傳送器多了小型攝影機的功能，可以觀看傳送圓盤週遭的景物。

### 爆彈球發射器（Ball Launcher）
炸彈球（Bombing Run）模式專用非攻擊性武器，當持有炸彈球的時候會強制切換成該武器，此時不能攻擊，但是生命力會逐漸回復。

## 載具
其實UT2003有一張隱藏的地圖中放有可供玩家操控的載具，這顯示了其實製作者原本打算是要增加讓玩家能夠進行載具戰鬥的設計，然後不知何故這項主意沒有被設計出來，直到魔域幻境之浴血戰場2004（Unreal Tournament 2004）才被正式加入。

### 飛彈裝甲車（Rocket Armored Car）
隱藏於UT2003一張未開放的地圖中的載具，擁有無堅不摧的防禦力，並且可以發射火箭攻擊敵人。

## 主要登場人物
在UT2003中，有三個比較受歡迎的人物造形成為了隱藏的頭目，而且另外增加了更多的種族跟人物。

### 馬爾坎（Malcolm）
UT系列唯一的地球人，戰鬥天才，無論是體能還是智慧都是無人能匹敵，而且也擁有優秀的領導能力，在UT99中跟布拉克及羅蓮組隊擊敗了戰（Xan）成為了冠軍隊伍，然後在UT2003中當冠軍衛冕者等待其他的挑戰者來向他挑戰。

### 布拉克（Brock）
跟馬爾坎組隊的冠軍候選之一，有著相當優秀的射擊技術，但是性格有些叛逆，據聞他曾經因為一些小衝突殺了他的教官。

### 羅蓮（Lauren）
跟馬爾坎組隊的冠軍候選之一，跟布拉克是同一星球出生的青梅竹馬，有著相當敏捷的體能，在戰場上她有著如同野獸般的凶狠，絕對不會對敵人手下留情。

### 高治（Gorge）
UT2003初次參賽的新角色，在跟馬爾坎的比賽中吃了首次的敗仗，從此相當痛恨馬爾坎，體格壯碩，脾氣暴躁，喜歡到處破壞，連他的支持者有時也會變成他出氣的對象，不過無可否認的是個憑著敏銳的本能戰鬥的天才。

## 外部連結
- 魔域幻境總系列官方網站 （页面存档备份，存于）
- 浴血戰場系列官方網站 （页面存档备份，存于）